# ماغنو سانتوس دي ألميدا
ماغنو سانتوس دي ألميدا هو لاعب كرة قدم برازيلي في مركز الوسط، ولد في 30 ديسمبر 1987 في فيلا فاليا في البرازيل. لعب مع بوتافوغو ريغاتاس ونادي أمريكا.